# Schoellerbank
Die Schoellerbank AG ist eine österreichische Privatbank mit Hauptsitz in Wien. Sie entstand aus dem Großhandels- und Bankhaus Schoeller & Co. der Unternehmerfamilie Schoeller.

## Geschichte

### Gründungszeit (1833–1896)
Das Bank- und Großhandelshaus Schoeller & Co. wurde am 20. Juli 1833 von Alexander von Schoeller in Wien gegründet. 
Da das private Bankwesen damals noch nicht entwickelt war – die Aktienbanken entstanden erst ab Mitte des 19. Jahrhunderts – besorgten die Großhändler auch die Abwicklung der Geldgeschäfte und die Finanzierung der Wechselgeschäfte. In der Großhandlung Schoeller wurden von Beginn an Bankgeschäfte getätigt, vorerst für die eigenen Zwecke und eigenen Betriebe, bald aber auch für Dritte. Seit der Gründung war das Bankcomptoir das Herzstück der Unternehmungen des Handelshauses. Schon bald beteiligte Schoeller seinen Bruder Johann Paul von Schoeller (1808–1882) an den Geschäften. 
Mit den Gewinnen aus den Bankgeschäften konnte Alexander von Schoeller seine industriellen Aktivitäten beginnen und Investitionen in Industriebeteiligungen finanzieren. Diese wurden rasch sehr Umfangreich, unter anderem war Schoeller an verschiedenen Kohlegruben, Zuckerfabriken, der Gründung der Berndorfer Metallwarenfabrik und der späteren Schoeller-Bleckmann-Stahlwerken beteiligt. Die rasch sehr zahlreich gewordenen Schoeller´schen Betriebe in Österreich-Ungarn wurden von Schoeller & Co. aus zentral gesteuert. 

### Fin de Siècle Hochkonjunktur (1896–1914)
In der Zeit um 1900 prosperierte im Rahmen des Großhandelshauses auch der Bankbereich des Unternehmens. Nach wie vor bestand die Hauptaufgabe der Bankabteilung darin, die Finanzierung der Industriebetriebe, die Handelsbeziehungen des Konzerns und den Zahlungsverkehr abzuwickeln. Wenige Jahre vor dem Ersten Weltkrieg war das Bankhaus Schoeller neben dem Handel, der Verwahrung und Finanzierung von Wertpapieren auch sehr aktiv bei Börseneinführungen und Kapitalerhöhungen von Aktiengesellschaften an der Wiener Börse.

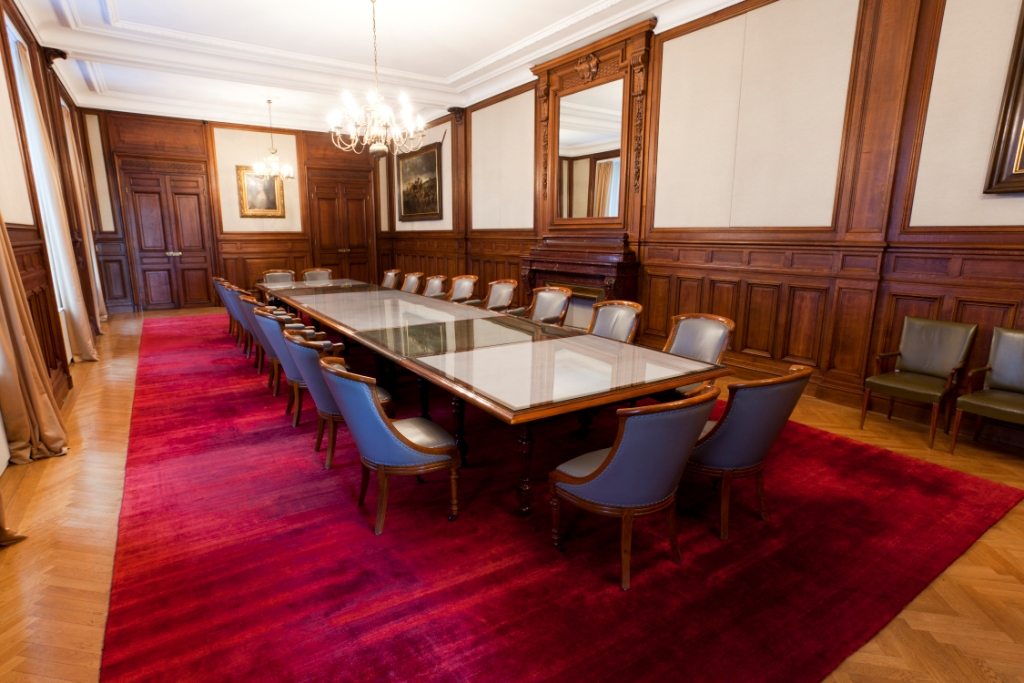
Rothschildsaal

### Erster Weltkrieg (1914–1918)
Die Rolle des Bankhauses Schoeller während des Krieges war vielfältig. Da das Haus bis 1917 wirtschaftlich relativ gut da stand, wurde viel Geld für Hilfsmaßnahmen ausgegeben. Bis 1917 wurden fast eine Million Kronen für verschiedene Zwecke gespendet. Geld floss unter anderem an das Rote Kreuz, die Ausspeisung für Arbeiter in Großbetrieben, die Heilstätte der Eisenbahner und für die Unterstützung internierter österreichischer Kriegsgefangener.

### Erste Republik (1918–1938)
Das Ende des Ersten Weltkriegs und der Zerfall der Monarchie war für das Bank- und Großhandelshaus Schoeller eine sehr schwierige Zeit. Der Konzern und die Industriebeteiligungen waren immer auf die Gesamtmonarchie ausgerichtet und der Binnenmarkt wurde in eine Reihe protektionistischer Länder zerstückelt. Mit der Hyperinflation hatte in den beginnenden 20er-Jahren auch das Bankhaus Schoeller zu kämpfen. Ein bilanzmäßiger Schlussstrich konnte jedoch nach Einführung der Schillingwährung zum 1. Jänner 1925 durch das Golderöffnungsbilanzgesetz gezogen werden. Während der Bankenkrise der frühen 30er-Jahre vermochte das Bankhaus Schoeller alle seine Verpflichtungen gegenüber anderen Instituten zu erfüllen und überstand diese schwierige Zeit unbeschadet.

### Drittes Reich (1938–1945)
Das Großhandelsgeschäft, das bis zum Ende der Donaumonarchie sehr bedeutend gewesen war, konnte gemäß dem nationalsozialistischen Kreditwesengesetz seit 1938 nicht weiter betrieben werden. Schoeller & Co. begann daher die industrielle Führungsposition in der sogenannten Ostmark wieder zu festigen und später auszubauen, um den Bestand der österreichischen Industrie zu sichern. Als Mitte April 1945 die Schlacht um Wien geschlagen war, besetzte die Rote Armee die Stadt und in weiterer Folge wurde über die Bank die öffentliche Verwaltung verhängt, die am 1. April 1948 aufgehoben wurde.

### Zweite Republik (seit 1945)
Nach dem Krieg musste das Bankhaus seine Geschäftspolitik ändern, denn die Geschäftspartner in Deutschland waren zwischenzeitlich nicht handlungsfähig, es gab eine strenge Devisenbewirtschaftung und alle Geschäftsbeziehungen zu den Ländern hinter dem Eisernen Vorhang waren unterbrochen.
In den 1960er Jahren entwickelte sich die Schoellerbank schrittweise zur Universalbank. Aufgrund einer Änderung des österreichischen Kreditwesengesetzes am Ende der 1970er Jahre wurde die Rechtsform der Bank zu einer Aktiengesellschaft geändert, worauf sich die Familie Schoeller von den Mehrheitsanteilen der Bank trennte. Diese wurden an die Raiffeisen Zentralbank verkauft. Durch Ausgründung des numismatischen Bereichs entstand 1989 der Schoeller Münzhandel, ein Handelsunternehmen für klassische und moderne Numismatik sowie Edelmetall-Anlageprodukte mit Sitz in Wien. Die Schoellerbank selbst wurde im Jahr 1992 an die Bayerische Vereinsbank AG verkauft und fusionierte 1998 mit der Salzburger Kredit- und Wechsel-Bank (kurz: SKWB), zur SKWB Schoellerbank. Hintergrund dafür war die Fusion der beiden Mutterinstitute zur HypoVereinsbank. Im Jahr 2000 wurde die Bank Austria Creditanstalt (kurz: BA-CA) von der HypoVereinsbank übernommen. 2001 wurde das Firmenkunden- und Immobilienkundengeschäftes an die damalige Mutter BA-CA übertragen.
Die Schoellerbank konzentriert sich seither auf Wealth Management bzw. das Privatbankgeschäft, das traditionelle Kerngeschäft der Bank. Im Jahr 2003 wurde der Firmenname von SKWB Schoellerbank auf Schoellerbank AG geändert. 2005 erfolgt die Übernahme der HypoVereinsbank durch die UniCredit.

## Aktuelle Situation
Die Schoellerbank ist als hundertprozentige Tochter der UniCredit Bank Austria AG eine der führenden Banken im Bereich Wealth Management in Österreich.
Sie konzentriert sich auf die Kernkompetenzen Vermögensanlageberatung, Vermögensverwaltung und Vorsorgemanagement. Das verwaltete Kundenvermögen beläuft sich zum Jahresende 2023 auf rund 12,4 Milliarden Euro.
Sie verfügt über acht Standorte und erreicht damit ganz Österreich.

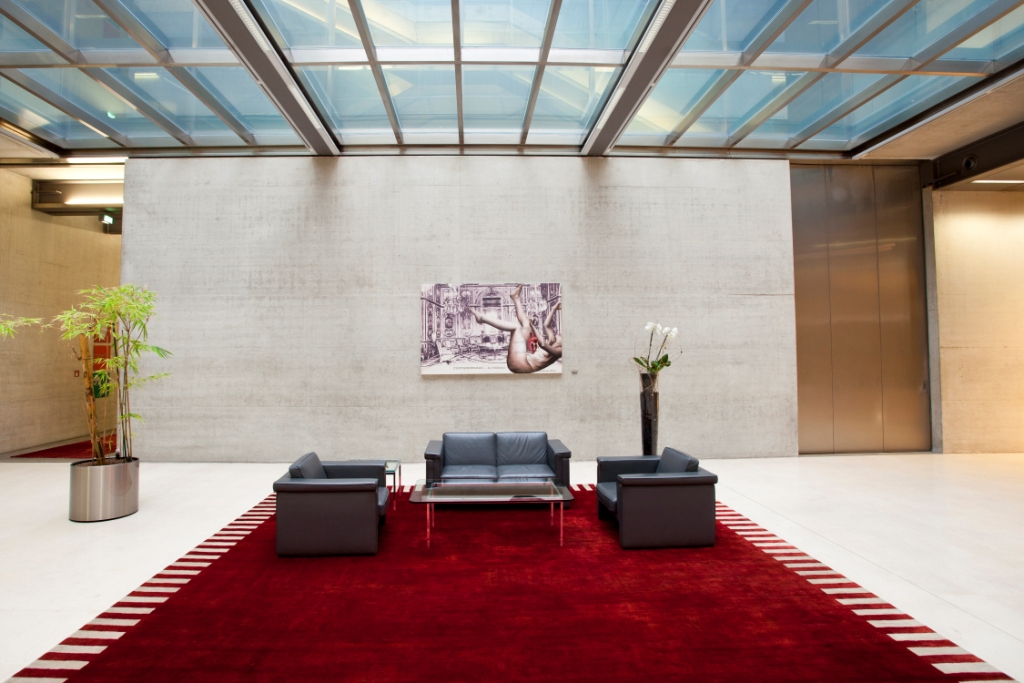
Foyer der Schoellerbankzentrale in der Renngasse

Die Schoellerbank konzentriert sich auf die Betreuung von
- vermögenden Privatkunden,
- Firmenkunden und
- institutionellen Kunden (Stiftungen, Kammern etc.).

Die beworbene Anlagestrategie der Schoellerbank lautet „Investieren statt Spekulieren“ und es werden konservativere Anlageformen bevorzugt. Der Hauptfokus liegt daher auf dem langfristigen Kapitalerhalt.
Die Schoellerbank Invest AG ist eine 100%ige Tochtergesellschaft der Schoellerbank Aktiengesellschaft und verwaltet aktuell ein Volumen von 7,03 Milliarden Euro, verteilt auf 62 Publikums- und Spezialfonds.

### Auszeichnungen
Die Schoellerbank ist ein national und international anerkanntes und vielfach ausgezeichnetes Private Banking-Haus und wurde mehrfach zur besten Privatbank Österreichs und des deutschsprachigen Raumes gekürt (Elite Report des Handelsblattes, Börsianer, Global Finance Magazine, Deutsche WirtschaftsWoche).

### Sponsoring
Die Schoellerbank hat eine lange Tradition im Kunst und Kultursponsoring. So werden unter anderem der Wiener Musikverein, „Live Music Now Österreich“ und das Schauspielhaus Salzburg unterstützt.